# Городненська сільська рада
Горо́дненська сільська́ ра́да — орган місцевого самоврядування Городненської сільської громади Болградського району Одеської області. Сільська рада утворена в 1946 році як адміністративно-територіальна одиниця.
14 листопада 1945 року було перейменовано село Чийшия Новоіванівського району на село Городнє і Чийшийську сільраду — на Городненську.

## Склад ради
Рада складається з 30 депутатів та голови.
- Голова ради: Богоєв Микола Дмитрович
- Секретар ради: Алавацька Марія Степанівна

### Керівний склад попередніх скликань
| Прізвище, ім'я, по батькові | Основні відомості                                                 | Дата обрання | Дата звільнення |
| --------------------------- | ----------------------------------------------------------------- | ------------ | --------------- |
| Богоєв Микола Дмитрович     | Сільський голова, 1974 року народження, освіта вища, безпартійний | 26.03.2006   | 31.10.2010      |
| Богоєв Микола Дмитрович     | Сільський голова, 1974 року народження, освіта вища, безпартійний | 31.10.2010   |                 |

Примітка: таблиця складена за даними сайту Верховної Ради України

### Депутати
За результатами місцевих виборів 2010 року депутатами ради стали:

#### За суб'єктами висування
| Суб'єкт висування           | Кількість обраних депутатів | %    |
| --------------------------- | --------------------------- | ---- |
| Партія регіонів             | 16                          | 53,3 |
| Комуністична партія України | 6                           | 20   |
| Народна партія              | 5                           | 16,7 |
| Самовисування               | 3                           | 10   |

#### За округами
| № округу                    | Прізвище, ім'я, по батькові    | Дата визнання обраним | Освіта             | Партійна приналежність            | Відомості про обраного депутата                                            |
| --------------------------- | ------------------------------ | --------------------- | ------------------ | --------------------------------- | -------------------------------------------------------------------------- |
| Комуністична партія України |                                |                       |                    |                                   |                                                                            |
| 2                           | Дончев Петро Іванович          | 02.11.2010            | вища               | позапартійний                     | тимчасово не працює                                                        |
| 7                           | Пінті Микола Іванович          | 02.11.2010            | вища               | позапартійний                     | Городненський будинок культури, керівник оркестру народної музики «Чійшия» |
| 11                          | Стоянов Іван Миколайович       | 02.11.2010            | середня спеціальна | член Комуністичної партії України | приватне підприємство «Ніва», оператор СТФ                                 |
| 23                          | Семков Василь Васильович       | 02.11.2010            | вища               | член Комуністичної партії України | приватне підприємство «Ніва»                                               |
| 28                          | Буруков Микола Миколайович     | 02.11.2010            | середня спеціальна | член Комуністичної партії України | сільський виробничий кооператив «Ізвор»                                    |
| 29                          | Константинов Василь Степанович | 02.11.2010            | середня спеціальна | член Комуністичної партії України | тимчасово не працює                                                        |
| Народна Партія              |                                |                       |                    |                                   |                                                                            |
| 5                           | Штирбулова Наталія Іллівна     | 02.11.2010            | вища               | член Народної партії              | приватний підприємець                                                      |
| 12                          | Мінковський Василь Іванович    | 02.11.2010            | середня спеціальна | член Народної партії              | приватний підприємець                                                      |
| 14                          | Недельчев Георгій Петрович     | 02.11.2010            | середня спеціальна | член Народної партії              | приватний підприємець                                                      |
| 20                          | Атанасова Олена Миколаївна     | 02.11.2010            | середня спеціальна | член Народної партії              | територіальний центр м. Болград, соц.працівник                             |
| 24                          | Семков Василь Васильович       | 02.11.2010            | середня спеціальна | член Народної партії              | приватний підприємець                                                      |
| Партія регіонів             |                                |                       |                    |                                   |                                                                            |
| 1                           | Ганенко Олена Володимирівна    | 02.11.2010            | середня спеціальна | член Партії регіонів              | Городненська сільська лікарська амбулаторія, фельдшер                      |
| 3                           | Іванов Микола Георгійович      | 02.11.2010            | середня            | член Партії регіонів              | тимчасово не працює                                                        |
| 4                           | Бурукова Надія Федорівна       | 02.11.2010            | середня спеціальна | член Партії регіонів              | тимчасово не працює                                                        |
| 6                           | Алавацька Марія Степанівна     | 02.11.2010            | вища               | член Партії регіонів              | Городненська сільська рада, секретар                                       |
| 8                           | Мінковський Федір Іванович     | 02.11.2010            | середня спеціальна | член Партії регіонів              | тимчасово не працює                                                        |
| 9                           | Фролова Домнікія Іванівна      | 02.11.2010            | незакінчена вища   | член Партії регіонів              | тимчасово не працює                                                        |
| 10                          | Семкова Марина Іванівна        | 02.11.2010            | вища               | член Партії регіонів              | Городненська загальноосвітня школа, вчитель                                |
| 13                          | Іовчев Василь Сергійович       | 02.11.2010            | вища               | член Партії регіонів              | приватний підприємець                                                      |
| 17                          | Алавацька Ірина Іванівна       | 02.11.2010            | вища               | член Партії регіонів              | Городненська загальноосвітня школа, вчитель                                |
| 18                          | Димитрова Марія Павлівна       | 02.11.2010            | середня спеціальна | член Партії регіонів              | приватне підприємство «Хаджиогло», аптекар                                 |
| 19                          | Димитров Іван Михайлович       | 02.11.2010            | вища               | член Партії регіонів              | «Одесагаз», інженер                                                        |
| 22                          | Коджебаш Дмитро Дмитрович      | 02.11.2010            | вища               | член Партії регіонів              | Городненська загальноосвітня школа, вчитель                                |
| 25                          | Іванова Надія Іванівна         | 02.11.2010            | вища               | член Партії регіонів              | тимчасово не працює                                                        |
| 26                          | Петкова Надія Олександрівна    | 02.11.2010            | вища               | член Партії регіонів              | Городненська загальноосвітня школа, вчитель                                |
| 27                          | Гайдаржи Іван Савич            | 02.11.2010            | вища               | член Партії регіонів              | Городненська загальноосвітня школа, вчитель                                |
| 30                          | Стоянов Федір Панасович        | 02.11.2010            | середня спеціальна | член Партії регіонів              | приватний підприємець                                                      |
| Самовисування               |                                |                       |                    |                                   |                                                                            |
| 15                          | Радев Іван Олександрович       | 02.11.2010            | вища               | позапартійний                     | Городненська ветлікарня, завідувач                                         |
| 16                          | Водінчар Геннадій Васильович   | 02.11.2010            | середня спеціальна | позапартійний                     | спільне фермерське господарство «Геннадій», фермер                         |
| 21                          | Іванова Олена Дмитрівна        | 02.11.2010            | середня спеціальна | позапартійна                      | спільне фермерське господарство «Соня», фермер                             |